# 毛國
毛國，是中國歷史上春秋戰國時代的一個諸侯國，伯爵爵位，國君為姬姓，建国者是武王的弟弟毛叔鄭，亡于秦國，属于畿内國。

## 毛國君主列表
- 毛叔鄭
- 毛懿公，《今本竹書紀年》
- 毛公旅，毛叔鄭後代，見毛公旅方鼎
- 毛公班，周穆王时期的三公之一，見《穆天子傳》和清华简
- 毛公歆，見毛公鼎
- 毛公音，周宣公時期，見毛公鼎
- 毛伯翌父，西周晚期，見毛伯翌父鼎
- 毛伯衛
- 毛伯过
- 毛伯得